# Sphaerotheciella sinensis
Sphaerotheciella sinensis là một loài Rêu trong họ Cryphaeaceae. Loài này được (E.B. Bartram) P. Rao mô tả khoa học đầu tiên năm 2000.